# Contea di Kitui
La Contea di Kitui è una della 47 contee del Kenya situata nell'ex Provincia Orientale. Al censimento del 2019 ha una popolazione di 1.136.187 abitanti. Il capoluogo della contea è Kitui. Altre città importanti sono: Mwingi, Ikanga e Mbitini.